# Sint-Jans Onthoofdingkerk (Loon op Zand)
De Sint-Jans Onthoofdingkerk is de parochiekerk van Loon op Zand.

## Geschiedenis
De kerk werd gebouwd omstreeks 1394, toen de bewoners van Venloon vanwege het oprukkende stuifzand gedwongen waren hun dorp te verplaatsen en het in 1233 gebouwde stenen Sint-Willibrordkerkje te verlaten.
Oorspronkelijk was de Sint-Jans Onthoofdingkerk een rechthoekig zaalkerkje in romaanse stijl, maar reeds omstreeks 1400 werd de kerk uitgebreid met een koor in gotische stijl, in 1410 volgde het transept en in 1450 de toren. In 1570 volgde een verbouwing waarbij de kerk min of meer haar huidige vorm kreeg.
In 1648 werd de kerk in het kader van de Reformatie door de machthebbers van de Republiek der Zeven Verenigde Nederlanden aan de katholieke eredienst onttrokken. Omdat de hervormde gemeente erg klein was werden delen van de kerk gebruikt als brandweerhok, paardenstal en gevangenis. De kerk raakte in verval en op 9 november 1800 werd de toren door storm zwaar beschadigd en verloor haar spits. In 1820 kon een beginnende brand tijdig worden geblust.
In 1821 werd de kerk aan de katholieken teruggegeven en, na herstel, in 1823 weer in gebruik genomen. In 1835 kwam er een orgel. In 1880 volgde een restauratie onder leiding van Carl Weber, waarbij onder meer een houten tongewelf werd aangebracht. In 1882 werd de toren gerestaureerd. In 1907 werd de toren opnieuw gerestaureerd, omdat de spits er bij een storm afgewaaid was. In 1923 volgde nog een nieuwe beschildering van het interieur en in 1928 werd het dwarstransept uitgebreid onder leiding van Hendrik Willem Valk. Deze uitbreiding wordt in het algemeen in architectonische zin als negatief gewaardeerd.
De kerk liep in 1944 oorlogsschade op, maar in 1945 werd de kerk weer hersteld. De vernielde gebrandschilderde ramen werden toen eveneens vervangen.

## Gebouw
De kerk is een driebeukige bakstenen kruiskerk in gotische stijl. Het koor, het oudste deel van de kerk, wordt geflankeerd door grote, modernere gebouwen. De toren is rijk versierd met speklagen en spaarvelden. Ook de overhoekse steunberen van de toren zijn rijkelijk van ornamenten voorzien.
In het interieur zijn vooral enkele 17e-eeuwse koperen kroonluchters van belang. Verder zijn er diverse neogotische meubelstukken en kunstwerken aanwezig. Van de aanwezige heiligenbeelden valt vooral dat van de Heilige Gerlachus van Houthem op.
Het in 1835 door Bernhard van Hirtum geplaatste orgel kent een lange geschiedenis. Het is afkomstig uit de Waalse kerk van 's Hertogenbosch en werd voor de Sint-Janskerk uitbreid met een tweede klavier. Het bevat orgelpijpen die rond 1660 vervaardigd zijn door Stephanus Cosijns, het zijn de oudste van Noord-Brabant In 1943 werd het door de gebrs. Vermeulen uit Weert omgebouwd en in 1985-1986 gereviseerd.